# Ali Karoui
Ali Karoui, né en 1986 à Tunis, est un styliste tunisien, fondateur de l'entreprise Ali Karoui Couture.

## Débuts et formation
Né à Tunis, il intègre l'École supérieure des arts et techniques de la mode de Tunis (ESMOD Tunis) en 2003 et obtient le diplôme en 2005. Cette même année, il reçoit son premier prix de stylisme.
En 2012, il crée son propre label, Ali Karoui Couture (aussi appelé Karoui Luxury Fashion).

## Carrière professionnelle
Durant sa carrière, il habille de nombreuses personnalités, dont Hanaa Ben Abdesslem, Kenza Fourati, Rym Saïdi, Adèle Exarchopoulos, Dorra Zarrouk, Latifa Arfaoui, Hend Sabri, Nancy Ajram et Haifa Wehbe, ou encore Miriam Odemba, Victoria Silvstedt et Naomi Campbell,. Ses créations sont remarquées, notamment au Festival de Cannes,, ainsi que la star de Netflix, Georgina Rodríguez, aux Joy Awards. Il collabore avec la marque de joaillerie Chopard. En 2018, il participe au Festival de Cannes en installant son showroom juste à côté de l'Hôtel Martinez. Cette même année, l'une de ses robes est choisie pour la couverture de l'édition russe du magazine de mode L'Officiel.
En 2019, un défilé est organisé lors de la quinzième édition du Casa Fashion Show dans la capitale économique du Maroc.
En 2023, dans le cadre de sa tournée mondiale Renaissance, il conçoit pour Beyoncé un trench-coat personnalisé - en seulement 10 heures - pour sa performance à l'hôtel Atlantis de Dubaï,.
La même année, Georgina Rodríguez clôture les Joy Awards en portant une robe en velours bleu nuit crée par Ali Karoui.

## Prix et reconnaissances
- 2014 : lauréat du Mediterranean Fashion Prize 2014[14]